# Matrox G200

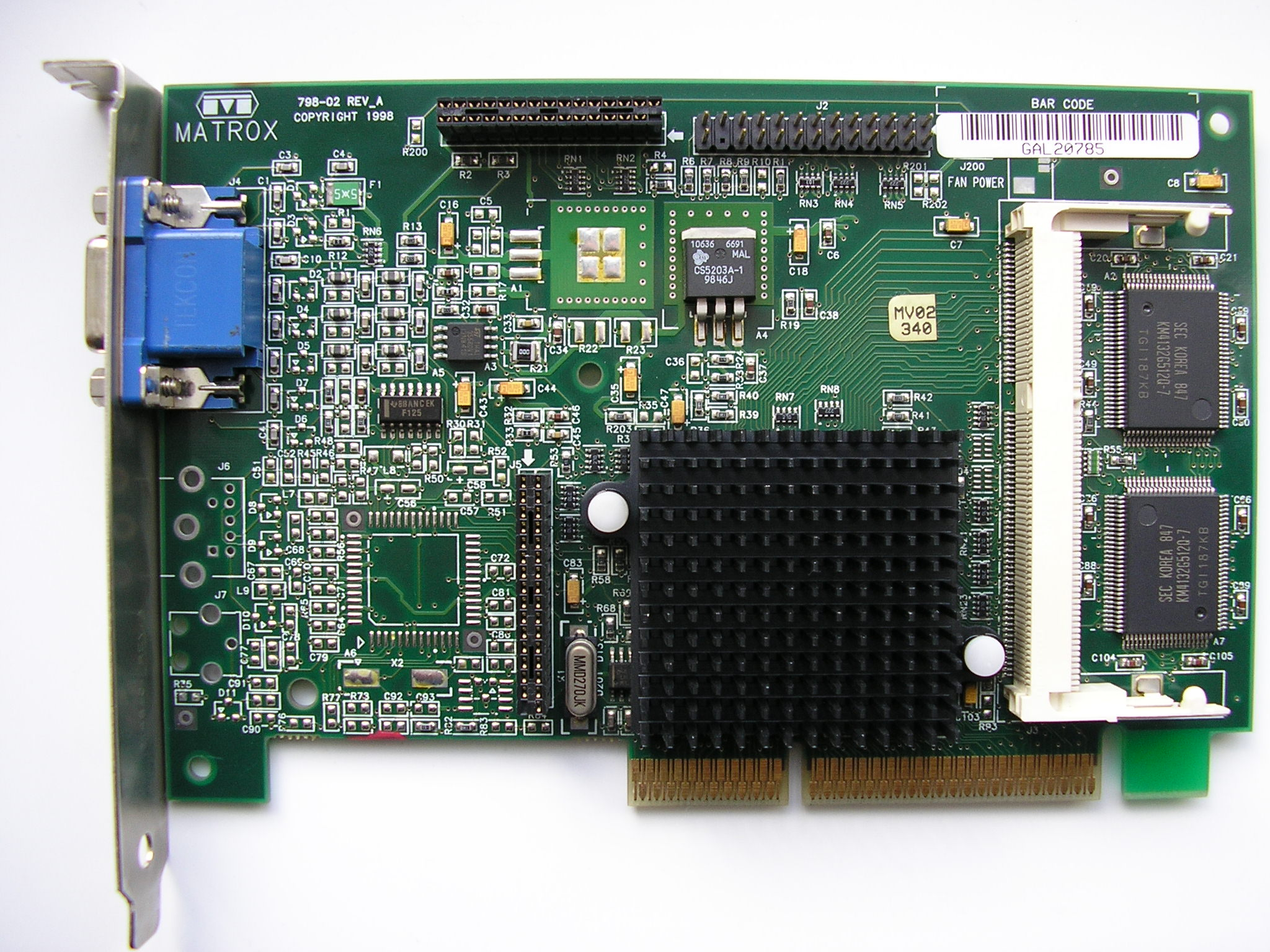
Matrox Millennium G200 AGP 8Мб SGRAM (1998)

G200 — 2D/3D-видеоускоритель для персональных компьютеров, разработанный компанией Matrox. Представлен в 1998 году.

## История
Многие годы Matrox была заметным игроком на рынке высококачественных 2D-ускорителей. В 1994 Matrox Impression Plus стал одним из первых ускорителей 3D, но эта карта могла ускорить очень ограниченный набор функций, и в первую очередь была ориентирована на САПР/CAD. Позднее, в 1996 году, появились более совершенные Millennium и Mystique, но и им не хватало некоторых функций 3D-ускорения, включая билинейную фильтрацию.
Это происходило на фоне медленного, но устойчивого роста интереса к 3D-графике.
В G200 Matrox объединила своё традиционное высокое качество 2D с полнофункциональным 3D-ускорением. G200 поддерживал память SGRAM и SDRAM и имел встроенный RAMDAC, подобно Mystique и G100.
G200 стал первым AGP-совместимым графическим процессором Matrox: предыдущие модели Millennium II и G100 были адаптированы к AGP, но не поддерживали специальные возможности AGP (SBA, DIME) и работали в режиме совместимости с PCI. G200 использует DIME (Direct Memory Execute), чтобы ускорить передачу текстур из оперативной памяти, и позволяет использовать оперативную память для хранения текстур.
Чип G200 имеет 128-битное ядро и две 64-разрядные шины, которые Matrox называет «DualBus». Каждая шина однонаправлена и предназначена для передачи данных между функциональными блоками в чипе. По сравнению с одной более широкой шиной, при такой архитектуре уменьшаются задержки в передаче данных и увеличивается общая эффективность шины. Интерфейс памяти — 64 бит.
G200 поддерживает 32-битную глубину цвета, что улучшает качество изображения и не вызывает эффекты растеризации, свойственные типичному тогда 16-битному цветопредставлению. Чип также поддерживает такие функции, как трилинейная фильтрация и сглаживание. G200 может ускорять 3D на всех разрешениях, поддерживаемых в 2D. Ядро содержит RISC-процессор под названием «WARP», архитектурно 3D-конвейер реализован как один пиксельный конвейер с одним блоком управления текстур.
G200 стал первым графический процессором Matrox, потребовавшим дополнительное охлаждение в виде радиатора. Чип G200 был использован на нескольких продуктах, в первую очередь в Millennium G200. Большинство плат G200 поставляется в стандартной комплектации с 8 МБ оперативной памяти и с возможностью расширения до 16 Мб с помощью дополнительного модуля. Некоторые видеокарты также имели ТВ-выходы и порты для дочерних плат, добавлявших различные функциональные возможности.

## Производительность

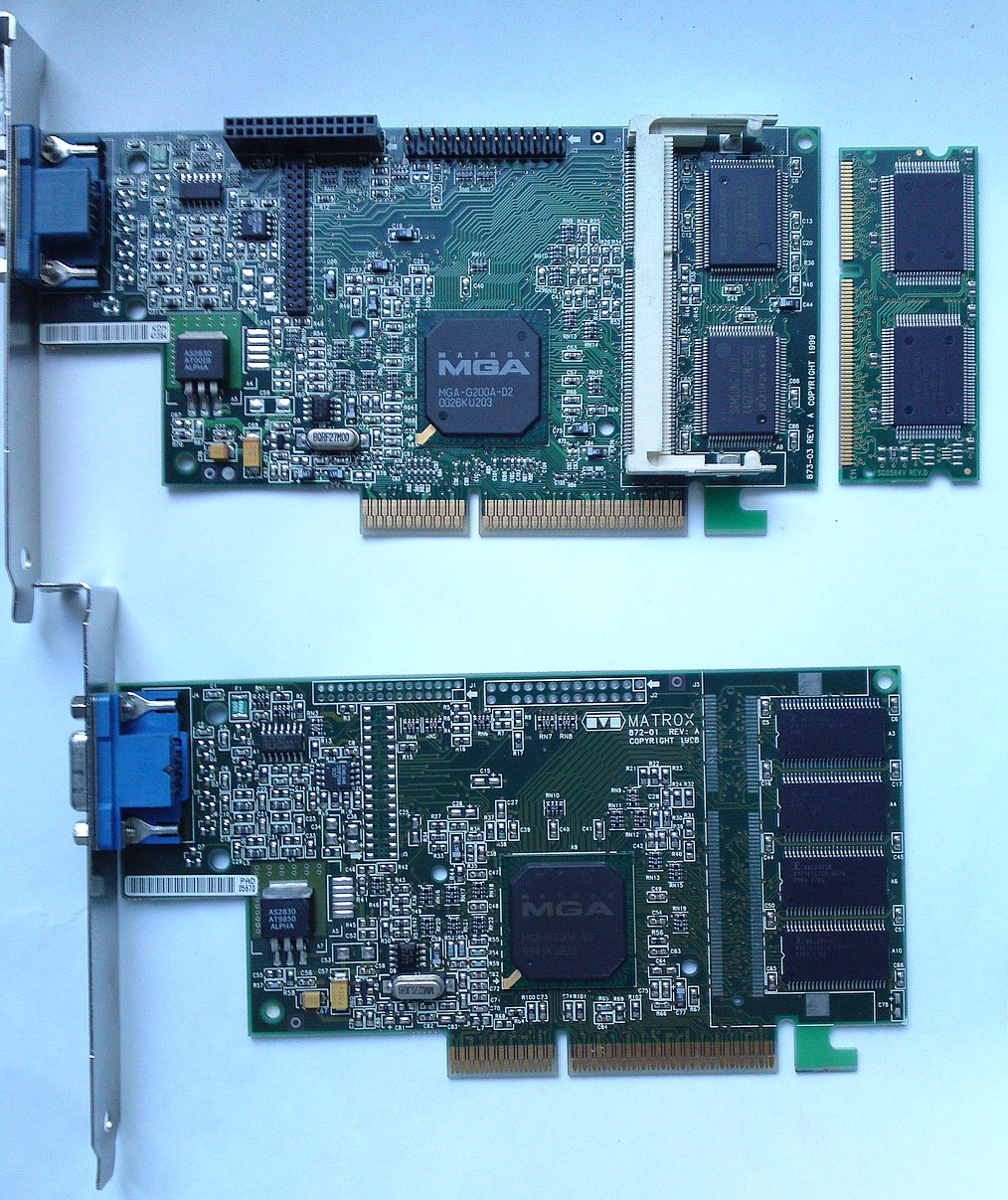
Matrox Millennium G250 8+8Мб и Matrox G250-LE 8Мб

В 2D G200 демонстрировал превосходные скорости и традиционное для Matrox высокое качество аналогового сигнала. G200 превзошел старый Millennium II почти в каждой области, кроме крайне высоких разрешений.
В Direct3D G200 в целом показывал паритет с Voodoo2 и был медленнее, чем NVIDIA Riva TNT и S3 Savage 3D. Тем не менее, скорость G200 была вполне конкурентоспособной. Качество изображения G200 в 3D считалось одним из лучших из-за поддержки 32-битной глубины цвета (которой не было у Voodoo2 и Voodoo3).
Самой большой проблемой G200 была поддержка OpenGL. Долгое время пользователи G200 были вынуждены довольствоваться медленным враппером, который преобразовывал функции OpenGL для работы поверх Direct3D. Производительность G200 в OpenGL-играх вызвала много претензий к Matrox и критики из-за задержки полноценного OpenGL-драйвера. Таковой появился лишь к 2000 году, вместе с выходом нового поколения видеокарт Matrox G400.

### G250
В 1999 году Matrox представила новую версию G200, G250. По архитектуре и возможностям этот чип был идентичен G200, но использовал новый производственный процесс 250 нм вместо оригинального 350 нм. Это позволило снизить энергопотребление и тепловыделение чипа, и G250 могли использоваться даже без радиатора. Многие платы G250 продавались только по OEM-каналам, в первую очередь для Hewlett Packard.

## Модели
| Название        | Ядро    | Техпроцесс, (нм) | Частота ядра, (МГц) | Частота памяти, (МГц) | Тип памяти | RAMDAC | Особенности                                                                                           |
| --------------- | ------- | ---------------- | ------------------- | --------------------- | ---------- | ------ | --- |
| Millennium G200 | Eclipse | 350              | 90                  | 120                   | SGRAM      | 250    | Была выпущена версия для PCI.                                                                         |
| G200-SD/LE      | Eclipse | 350              | 84                  | 112                   | SDRAM      | 230    | Версия «LE» не имела разъема расширения памяти.                                                       |
| Mystique G200   | Eclipse | 350              | 84                  | 112                   | SDRAM      | 230    | ТВ-выход.                                                                                             |
| Marvel G200     | Eclipse | 350              | 84                  | 112                   | SDRAM      | 230    | ТВ-вход/выход, внешний модуль ввода/вывода. Была выпущена версия для PCI.                             |
| G200 MMS        | Eclipse | 350              |                     |                       | SGRAM      |        | Четыре процессора G200 на одной плате, поддержка 4 мониторов. ТВ-вход/выход. PCI.                     |
| Millennium G250 | Calao   | 250              | 96                  | 128                   | SGRAM      | 250    | Только для OEM.                                                                                       |
| G250-SD/LE      | Calao   | 250              | 84                  | 112                   | SDRAM      | 250    | Версия «LE» не имела разъема расширения памяти. Тепловыделение всего 4 Вт, продавались без радиатора. |